# مثليات خارج الحدود

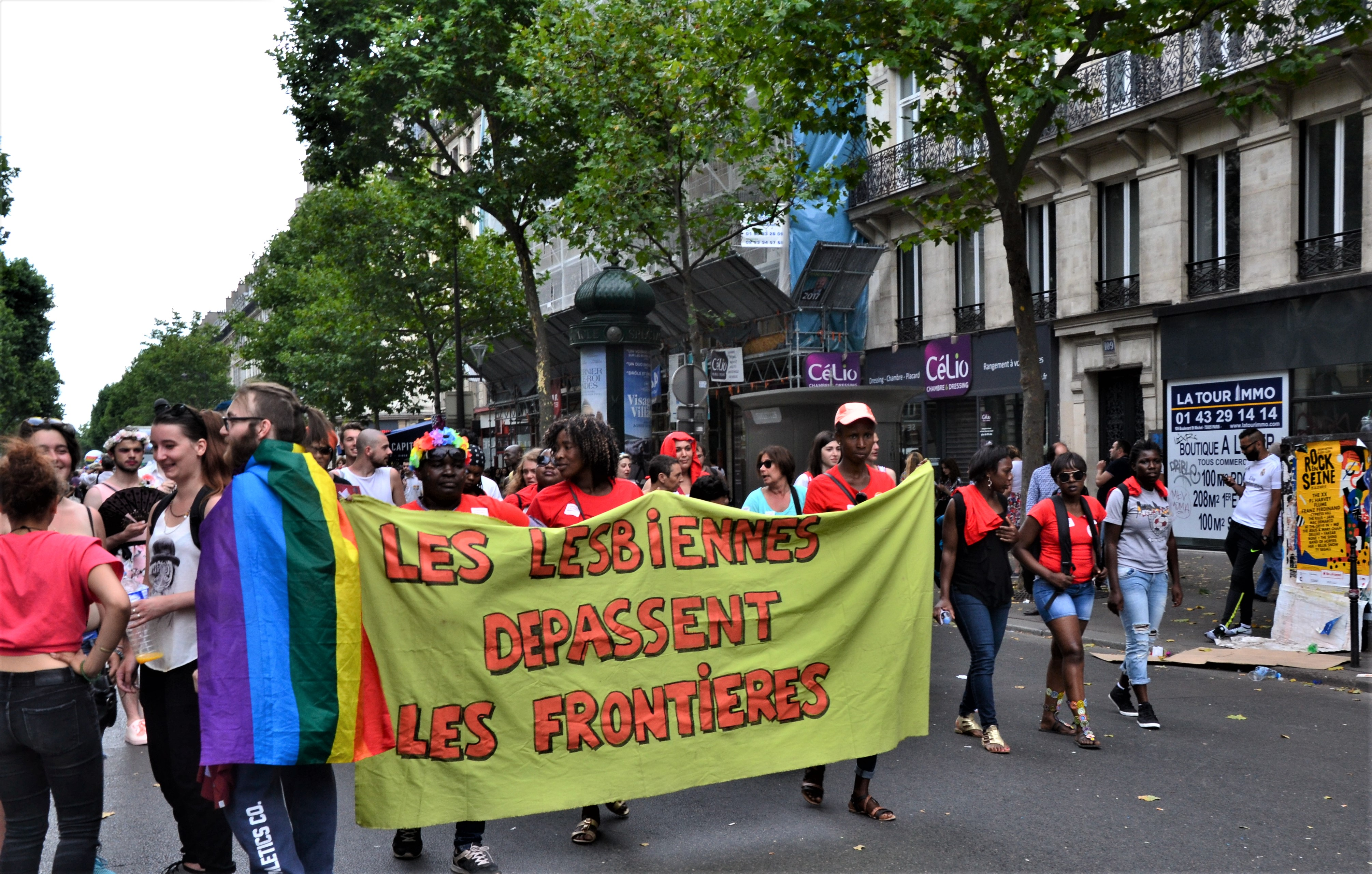

مثليات خارج الحدود شبكة تضامنية مكونة من النساء المثليات اللاجئات في فرنسا.

## تاريخ
شبكة مثليات خارج الحدود، انشات سنة 2011، هي شبكة مثليات نسويات؛ نشاطات الشبكة ممولة عبر التبرعات الشخصية، النشاطات تتم باللغات الفرنسية، الانجليزية، الروسية والعربية؛ ثلث أعضاء الشبكة يتكلمون الإنجليزية فقط، مؤيدين من طرف جمعيات مثل: ت
نسيقية مثلياث فرنسا، دار النساء لباريس، سينيفابل، ديجموز، بجدام فضاء المثليات

## النشاطات
ليس فقط فضاء جماعي للتبادل والمعرفة، الشبكة تقترح منذ انشائها المساعدة الفعلية: الإسكان، المساعدة الادارية خاصة حول عملية طلب اللجوء، الترجمة، الدعم المادي المباشر أو الغير مباشرمن خلال دفع ثمن حصص الاطباء النفسانيين، تذاكر المواصلات، بطاقات شحن الهاتف، جمع وتوزيع الالبسة علي الاعضاء. تنظم الشبكة كل ثالث سبت من الشهر، دوام خاص بالوافدات الجدد والاعضاء القدماء في دار النساء بباريس. مثليات خارج الحدود يرافقن طالبات اللجوء لتقديم طلباتهم امام المكتب الفرنسي لحماية اللاجئين و عديمي الجنسية، والطعن في المحكمة الخاصة بطالبي اللجوء، وذلك من خلال مساعدتهن علي كتابة قصصهن الشخصية لاثباث مثليثهن.

### المثليات المهاجرات
تتوجه الشبكة للمثليات الللاجئات، وطالبات اللجوء، وكذا للواتي هن في وضعية غير قانونية علي الأراضي الفرنسية، في سنة 2018، ضمت الشبكة 270 مثلية من بينهن 160لاجئة. اللاجئات هن خاصة من: الجزائر، ارمينيا، بوركينا فاسو، الكامرون، الكونغو، ساحل العاج، مالي، ايران، جورجيا، تونس، المغرب، اوغندا، روسيا.